# Mare de Déu de la Salut de Gelida
La Mare de Déu de la Salut de Gelida és una capella de Gelida (Alt Penedès) protegida com a Bé Cultural d'Interès Local.

## Descripció
Petita capella de planta rectangular amb teulada a doble vessant. Ha estat molt modificada al llarg del temps. La porta original ha estat substituïda per un gran buit que perverteix l'estructura tradicional.
No ha estat mai destinada al culte i ha fet funcions de barraca de vinya.